# Will Brandes
Will Brandes (* 11. Januar 1928 in Münstedt; † 8. April 1990 ebenda) war ein deutscher Schlagersänger.

## Leben
Brandes absolvierte zunächst eine kaufmännische Lehre und ließ sich später in Braunschweig zum Operntenor ausbilden. Ab 1958 trat er als Schlagersänger in Erscheinung. Seinen ersten Schallplattenvertrag schloss er mit der Kölner Plattenfirma Electrola ab und versuchte sich zunächst mit deutschen Coverversionen englischsprachiger Erfolgstitel wie Wach auf little Susie (Wake Up Little Susie, Everly Brothers) oder King Creole (gleichnamig von Elvis Presley). Von Beginn an produzierte Electrola auch Duettaufnahmen mit Brandes und verschiedenen Sängerinnen. Mit Conny Froboess hatte er bereits 1958 seinen ersten größeren Erfolg. Die Titel Teenager Melodie und Ich möchte mit dir träumen, beide veröffentlicht unter der Katalognummer 21052, erreichten Platz 7 bzw. 13 in der Musikfachzeitschrift Musikmarkt. Weitere Partnerinnen waren Ruth Fischer und Hanna Dölitsch. Zu Brandes’ größtem Erfolg bei Electrola geriet die deutsche Adaption des italienischen Titels Marina, gesungen von Rocco Granata. Die Version von Will Brandes war zwischen Dezember 1959 und Mai 1960 19 Wochen in den deutschen Hitlisten vertreten und erreichte mit Platz 7 seine beste Notierung. Die Platte wurde bis Ende 1960 über 500.000 Mal verkauft. Zu dieser Zeit war es üblich, dass die Musikproduzenten dafür sorgten, dass ihre Künstler auch über den Kinofilm an Popularität gewannen. So erhielt auch Brandes die Gelegenheit, in zwei Musikstreifen mitzuwirken. 1959 sang er gemeinsam mit Conny Froboess und Rex Gildo in Hula-Hopp, Conny, und 1960 trat er zusammen mit Bill Ramsey und Dany Mann in dem Film Das Rätsel der grünen Spinne auf.
Als nach Marina Brandes’ Plattenkarriere insgesamt unbefriedigend verlief, wechselte er im Sommer 1961 zu der damals größten deutschen Plattenfirma Polydor. Nach fünf erfolglosen Veröffentlichungen, darunter eine Duettplatte mit Lolita, gelang Brandes im Herbst 1962 mit dem Titel Baby-Twist der größte Erfolg seiner Plattenkarriere. Es war ein Nachzieher des 1961 mit Ralf Bendix erfolgreichen Titels Babysitter-Boogie, den Bendix ebenfalls zur gleichen Zeit als Babysitter-Twist bei Electrola herausbrachte. Während Bendix 1961 mit dem Boogie einen Riesenerfolg schaffte, hatte Brandes mit seinem Twist deutlich die Nase vorn. Bendix konnte sich nur auf Rang 29 platzieren, dagegen stieß Brandes bis auf Platz zwei vor und wurde 22 Wochen lang im Musikmarkt notiert. Mit einem weiteren Baby-Song, dem Baby-Babbel-Bossa-Nova, erreichte Brandes im Dezember 1963 Platz neun im Musikmarkt, es war aber zugleich seine letzte Hitparadennotierung. Fernsehauftritte führten Brandes auch in die DDR, durch die es zu einer speziellen Zusammenarbeit mit der DDR-Plattenfirma Amiga kam. 1963 erwarb Polydor den von Amiga mit Lutz Jahoda veröffentlichten Titel Kartäuser Knickebein Shake und produzierte eine eigene Version mit Will Brandes (Katalognummer 52230). Zwei Jahre später veröffentlichte Amiga mit Brandes den nur in der DDR produzierten Song Ich hab keinen Zylinder (Katalognummer 450531). 1966 lief Brandes’ Plattenvertrag bei Polydor aus. 1967 nahm er mit seiner Tochter Marina noch eine Platte bei der kleinen Plattenfirma Alcora auf, danach zog er sich, abgesehen von einigen Nostalgie-Auftritten, aus dem Showgeschäft zurück. Er arbeitete anschließend als Kaufmann und im Gastronomiegewerbe. Brandes starb im Alter von 62 Jahren am 8. April 1990 in seinem Heimatort Münstedt.

## Diskografie (45 rpm)
| Titel                                                                                                 | Katalog-Nr. | Veröffentlichung |
| Electrola                                                                                             | Electrola   | Electrola        |
| --- | ----------- | ---------------- |
| Wach auf little Susie / Die Musik ist gut (mit Ben Barry)                                             | 8793        | Januar 1958      |
| Wunderbares Mädchen / O Judie                                                                         | 20936       | Juni 1958        |
| Teenager-Melodie (mit Conny) / Ich möchte mit dir träumen (mit Conny)                                 | 21052       | November 1958    |
| King Creole / In Tonies Pizzeria                                                                      | 21057       | November 1958    |
| Kiss Me / Die Boys und Girls von heute                                                                | 21124       | April 1959       |
| Komm / Gaucho, Gaucho                                                                                 | 21232       | Juli 1959        |
| Marina / Casanova                                                                                     | 21305       | November 1959    |

Electrola-Single Kiss Me, Honey Honey, Kiss Me von 1959

| Was wär’ das alles ohne dich (mit Ruth Fischer) / Eine Nacht in Barcelona                             | 21343       | Dezember 1959    |
| Gärtner aus Liebe / Ich bin nur ein Spielmann                                                         | 21401       | März 1960        |
| Du bist schön / Hallo Fräulein Amerika                                                                | 21547       | August 1960      |
| Gaby / Ti amo                                                                                         | 21701       | Dezember 1960    |
| Annemarie / Träumen von der Südsee                                                                    | 21734*      | Februar 1961     |
| Carolina Dai / Monegassen Gassenhauer                                                                 | 21754       | März 1961        |
| Kleine Möwe / Ahoi, ohe                                                                               | 21822*      | Mai 1961         |
| Ich sag’ du zu dir (mit Hanna Dölitsch) / Das hab’ ich mir schon lange gewünscht (mit Hanna Dölitsch) | 21833**     | Mai 1961         |
| Polydor                                                                                               |             |                  |
| Junge Mädchen / Baby, mein blondes Baby                                                               | 24635       | Oktober 1961     |
| Musikanten der Liebe (mit Margot Eskens) / Ich möchte mit dir verheiratet sein (mit Margot Eskens)    | 24647       | Oktober 1961     |
| Rosen und Flieder / Himmelblaue Augen                                                                 | 24701       | Dezember 1961    |
| Seit ich dich gesehen / Ich freu mich auf heute Abend                                                 | 24836       | April 1962       |
| Elisa / Oh Bella Magdalena                                                                            | 24839       | April 1962       |
| Baby-Twist / Traum                                                                                    | 24922       | Oktober 1962     |
| Giovane, Giovane / Wenn die Sonne versinkt                                                            | 52042       | April 1963       |
| Bleib’ immer bei mir, Manuela / O Valentino                                                           | 52153       | September 1963   |
| Baby-Babbel-Bossa-Nova / Ein guter Stern (mit M. Grimm)                                               | 52198       | November 1963    |
| Kartäuser Knickebein Shake / Good Old Mississippi                                                     | 52230       | Dezember 1963    |
| Hello, Dolly / Komm doch mit nach Mexiko                                                              | 52340       | Mai 1964         |
| Rote Kirschen / Swanee River                                                                          | 52408       | Dezember 1964    |
| Rosa / Du darfst nicht weinen                                                                         | 52606       | Dezember 1965    |
| Alles für die Katz / Träum was schönes                                                                | 52711       | 1966             |
| Sie war solide / Mein Darling                                                                         | 52809       | 1966             |
| Alcora                                                                                                |             |                  |
| Romantische Liebe (Marina Brandes) / So weit                                                          | T 41 MR 1   | 1967             |
| Amiga (DDR)                                                                                           |             |                  |
| Ich hab keinen Zylinder / Ausgerechnet Liszt heißt der Pianist (Enzo-Trio)                            | 450531      | 1965             |
| * auf Columbia, ** auf Odeon                                                                          |             |                  |

## Filmografie
- 1959: Hula-Hopp, Conny
- 1960: Das Rätsel der grünen Spinne